# Epiphragma gracilistylus
Epiphragma gracilistylus là một loài ruồi trong họ Limoniidae. Chúng phân bố ở miền Cổ bắc.